# Deus não Te Rejeita
Deus não Te Rejeita é o quarto álbum de estúdio do cantor brasileiro Anderson Freire lançado em junho de 2016 pela gravadora MK Music.
O disco foi produzido pelo próprio Anderson, juntamente com seu irmão Adelso Freire e o produtor Stéfano de Moraes. Todas as canções do álbum foram escritas pelo cantor e conta com as participações de Nívea Soares na faixa "Sonhador" e do filho do cantor, Gustavo na faixa "Paz na Guerra".
A capa do CD foi produzida pela esposa do cantor, Raquel, e as fotos foram tiradas em Cachoeiro do Itapemirim. As cordas foram gravadas na cidade de São Petersburgo, na Rússia.
| Críticas profissionais | Críticas profissionais |
| Avaliações da crítica  | Avaliações da crítica  |
| Fonte                  | Avaliação              |
| ---------------------- | ---------------------- |
| Super Gospel           | [ 7 ]                  |

Através deste CD, Anderson Freire conquistou seu primeiro Grammy Latino como Melhor Álbum Cristão de Língua Portuguesa.

## Faixas
| N.º            | Título                                       | Duração |  |
| 1.             | "Culto do Calvário (Incidental Rude Cruz)"   | 5:49    |  |
| 2.             | "Deus Não te Rejeita"                        | 5:04    |  |
| 3.             | "Enche o Templo"                             | 5:58    |  |
| 4.             | "Crescimento"                                | 5:22    |  |
| 5.             | "Sonhador" (com Nívea Soares)                | 4:58    |  |
| 6.             | "Relacionamento Com Deus"                    | 5:08    |  |
| 7.             | "Igual Não Há"                               | 5:44    |  |
| 8.             | "Extremo (Getsêmani do Meu Ser)"             | 4:54    |  |
| 9.             | "Fiel"                                       | 5:49    |  |
| 10.            | "Vida Simples"                               | 4:52    |  |
| 11.            | "Força Jovem"                                | 4:42    |  |
| 12.            | "Tudo é Vaidade"                             | 5:23    |  |
| 13.            | "Paz na Guerra" (com Gustavo, Mayres e Davi) | 4:20    |  |
| 14.            | "O Dono da Seara"                            | 5:08    |  |
| Duração total: | Duração total:                               | 66:13   |  |

## Clipes
| Música            | Lançamento         |
| ----------------- | ------------------ |
| Culto do Calvário | 2 de junho de 2016 |

## Sessões ao vivo
| Música                             | Lançamento             |
| ---------------------------------- | ---------------------- |
| Deus Não Te Rejeita                | 6 de fevereiro de 2017 |
| Enche o Templo                     | 3 de abril de 2017     |
| Crescimento                        | 11 de novembro de 2016 |
| Sonhador (part. Gisele Nascimento) | 6 de janeiro de 2017   |
| Relacionamento com Deus            | 9 de dezembro de 2016  |
| Fiel                               | 3 de março de 2017     |
| Vida Simples                       | 13 de março de 2017    |
| Força Jovem                        | 24 de abril de 2017    |